# 14. Waffen-Grenadier-Division der SS
La 14. Waffen-Grenadier-Division der SS fu una formazione militare delle SS durante la seconda guerra mondiale. Più tardi fu conosciuta con il nome di 14. Waffen-Grenadier-Division der SS (galizische Nr. 1) dell'Esercito Nazionale Ucraino, un'altra formazione dell'Esercito tedesco.
Costituita nel 1943, fu impiegata principalmente nella repressione della guerriglia partigiana sovietica, polacca e jugoslava. La divisione prese parte ai massacri di Huta Pieniacka, Pidkamin e Palikrowy. Distrutta in gran parte durante l'offensiva di Lvov-Sandomierz, venne riformata e impiegata in Slovacchia, Jugoslavia e Austria prima di essere rinominata prima divisione dell'Esercito nazionale ucraino per poi arrendersi agli Alleati occidentali il 10 maggio 1945.
Nel 2022 la Corte suprema dell'Ucraina ha stabilito che i simboli utilizzati durante la seconda guerra mondiale dalla divisione Galizia non sono nazisti, anche se la cosa ha poco significato concreto, dal momento che la suddetta divisione con essi collaborava.

## Storia
Prima della seconda guerra mondiale, alcuni ucraini, soprattutto in Galizia, vedevano il Terzo Reich come la sola forza che poteva assicurare la costituzione di uno Stato ucraino indipendente, e proposero ai tedeschi l'idea di formare unità militari ucraine. All'inizio del 1943, le crescenti perdite portarono i leader tedeschi ad accettare la proposta. La decisione fu presa dal governatore tedesco del distretto della Galizia, Dr. Otto von Wächter per creare un divisione di Waffen-SS galiziani, assegnata al combattimento regolare sul fronte orientale, la 14ª divisione SS volontari Galizien; la sua formazione fu annunciata il 28 aprile 1943. A partire da questo mese, la Divisione Volontari delle SS "Galicia" è stata istituita nel campo di addestramento delle SS di Heidelager a Debica, vicino a Cracovia. Lo staff quadro era composto da tedeschi del Reich, le squadre erano di etnia tedesca e ucraini dell'area di Lemberg. Nel corso della numerazione delle unità delle Waffen SS, il 22 ottobre 1943 la divisione ricevette il nome di 14ª divisione di fanteria volontaria delle SS galiziane. 

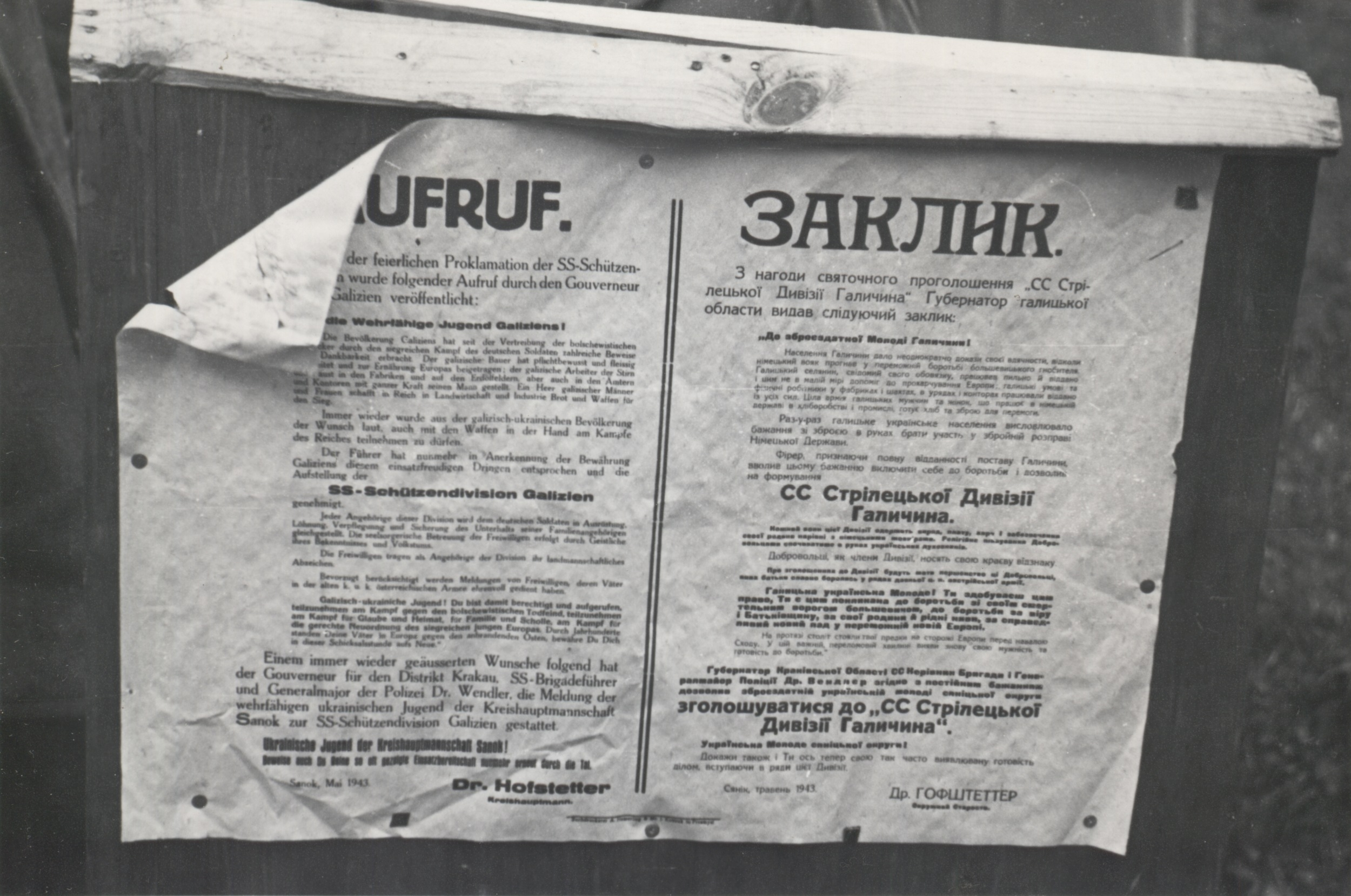
SS Galizien Manifesto di reclutamento in tedesco e ucraino, Sanok, maggio 1943

La divisione fu organizzata dal Comitato Centrale Ucraino con funzioni non politiche, capeggiato da Volodymyr Kubiyovych con il coinvolgimento attivo della Chiesa greco-cattolica ucraina. La fazione di Stepan Bandera dell'Organizzazione degli Ucraini Nazionalisti (OUN-B) si oppose all'idea di creare la divisione, in parte perché era un'organizzazione esterna al suo controllo, ed annunciò nella sua propaganda che la divisione fosse usata dai tedeschi come carne da cannone. Paradossalmente, la divisione poi incluse i volontari che volevano combattere per l'Ucraina e che erano avversi all'ideologia fascista su cui si basava l'OUN ed erano riluttanti ad unirsi ai ranghi dell'Armata Ucraina Insorta (UPA). La creazione di unità di SS straniere è stata portata avanti dapprima in nome della lotta contro il comunismo; con unità create in Francia, Paesi Bassi, Lettonia, Estonia, Croazia tra le altre. La formazione della divisione fu annunciata il 28 aprile, 1943, da 80.000 ucraini che furono arruolati dalla Galizia.
Sebbene i tedeschi non facessero concessioni a livello politico, la divisione vantava uno status unico tra le divisioni delle SS, in quanto il giuramento di fedeltà ad Hitler era condizionato al combattimento contro il bolscevismo ed infatti cappellani cristiani (maggiormente della Chiesa greco-cattolica ucraina e della Chiesa ortodossa ucraina) furono assegnati alle unità e fu permesso loro di tenere le funzioni religiose (nell'esercito tedesco, soltanto lo Sturmbrigade Wallonien aveva minime funzioni clericali). Quest'ultima condizione fu istituita sotto insistenza degli organizzatori della divisione per minimizzare il rischio di una demoralizzazione nazista tra i soldati. La creazione di una divisione SS Ucraina fu percepita da molti come il primo passo verso uno Stato Ucraino indipendente, e trovare volontari non era un problema. La divisione fu operativa dal dicembre 1943 ma continuò ad essere addestrata fino al maggio 1944.

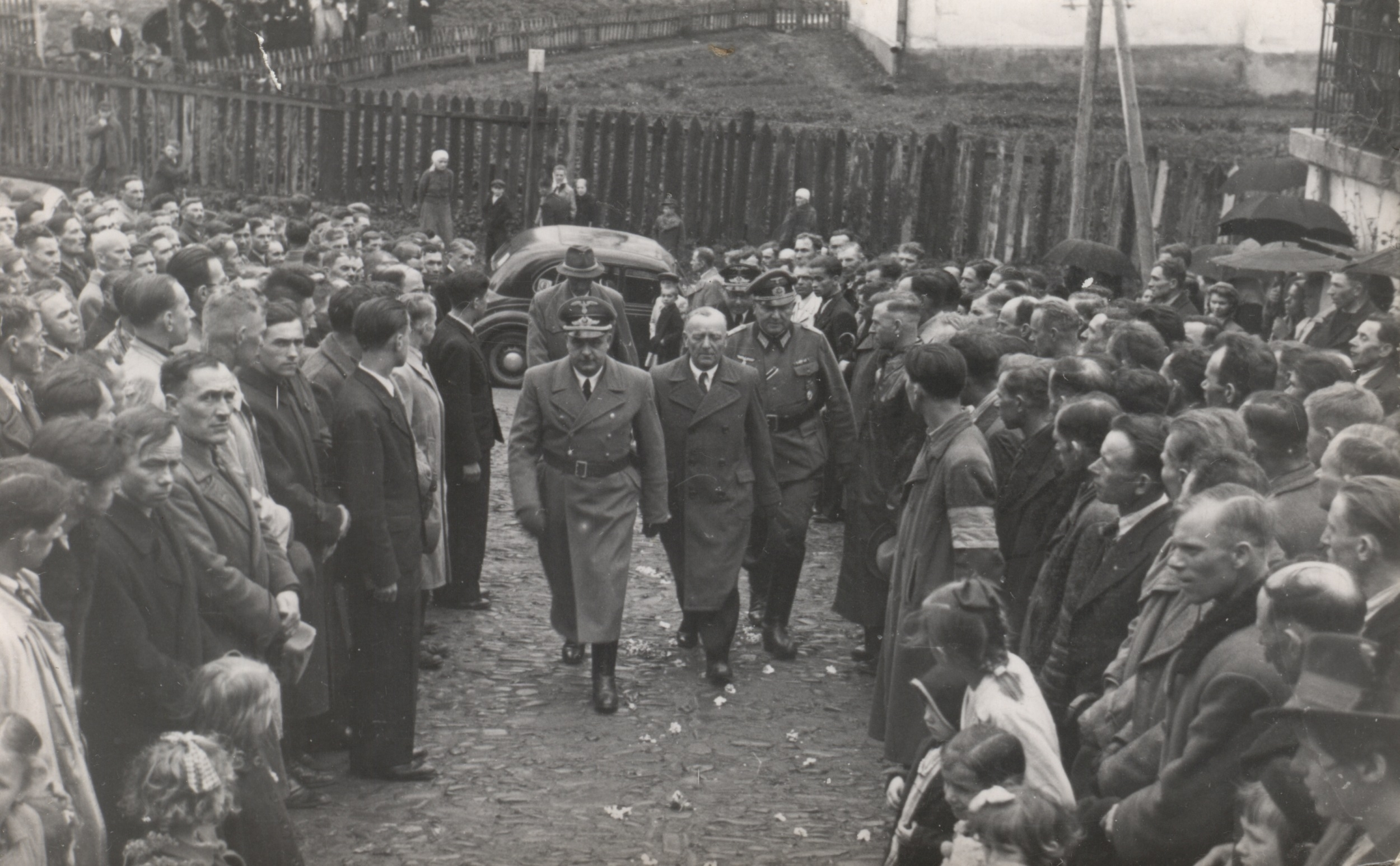
Dr. Hofstetter delle SS Galizien entra in una chiesa greco-cattolica ucraina a Sanok. 1943

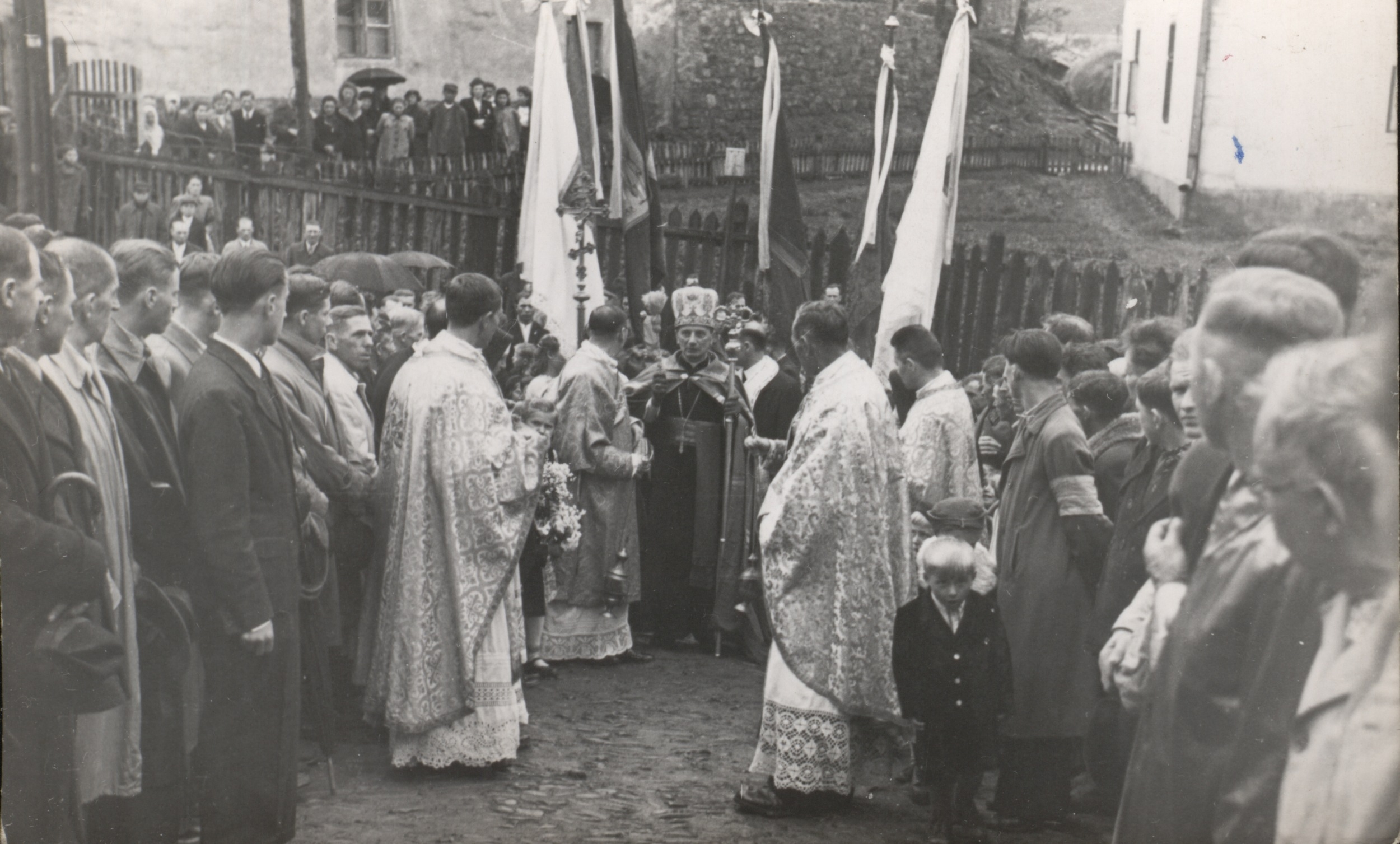
Dr. Malinovśkij, Ministro Apostolico di Lemko. Reclute della divisione SS Galizien aspettano il capo del distretto. Sanok. 1943, maggio

La divisione SS "Galizien" fu comandata da ufficiali tedeschi e ucraini con i posti di comando più elevati riservati ai tedeschi. Prima dell'addestramento di sufficienti nuove reclute, molti degli ufficiali originari erano veterani dell'Armata Galiziana Ucraina. Il comandante in capo era l'Oberfuhrer Fritz Freitag, mentre il Maggiore Wolf Heike era a capo dello stato maggiore. Tutti i comandanti reggimentali erano tedeschi. Binz delle SS ed il Tenente Colonnello Franz Lechthaler sempre delle SS erano i comandanti dei reggimenti di polizia.

## In battaglia
La divisione fu inviata al fronte all'inizio del 1944. Sebbene mancasse di esperienza di combattimento, era ben equipaggiata e molti dei suoi membri erano passati sotto un addestramento ben più rigido di quello che la Germania era solita avere nella Wehrmacht tra il 1943–44. La divisione fu inviata nell'area di Brody (attualmente in Ucraina), dove pesanti combattimenti erano in corso, ed aggregata al 13º Corpo d'Armata. Assieme a sei divisioni di fanteria tedesca pesantemente sotto organico, la Divisione Galiziana fu capace di tenere un fronte di approssimativamente 80 km. L'8 luglio, il 13º Corpo fu trasferito alla 1ª Armata Panzer. Il 13 luglio, le forze sovietiche sotto il comando del Maresciallo Ivan Konev lanciarono il loro attacco. La Divisione Galiziana subì l'attacco di un feroce assalto della Seconda Armata Aerea Sovietica, che in un tempo di sole cinque ore durante il 15 luglio effettuò 3.288 missioni aeree e sganciò 102 tonnellate di bombe su di essa e sulle due divisioni Panzer non appena avevano provato a contrattaccare. Dal 19 luglio, dopo feroci battaglie, la divisione, assieme ad alcune unità tedesche, fu accerchiata e sconfitta dall'Armata Rossa. A dispetto della difficoltà del combattimento, la divisione seppe mantenere la disciplina e molti dei suoi membri furono capaci di infrangere l'accerchiamento. Dei circa 10.400 soldati dispiegati a Brody, circa 3.000 furono capaci di riunirsi immediatamente alla divisione. Altri 2.300 ritornarono dopo un periodo di molti mesi, essendosi nascosti nelle foreste o in frazioni locali, ed un numero pari si unì all'Esercito Insurrezionale Ucraino. Circa 2.000 furono uccisi e 900 catturati.

Volontari della divisione SS Galizien marciano in via Kosciuszko a Sanok, maggio 1943

La Germania ricostituì la divisione dopo alcuni mesi usando unità di riserva. All'inizio di ottobre 1944, la divisione fu inviata a sedare la rivolta in Slovacchia. Alla fine di gennaio 1945, fu spostata in Slovenia, dove combatté i partigiani di Tito mentre manteneva relazioni amichevoli con la guerriglia anticomunista serba dei cetnici. Dal 1º aprile alla fine della guerra, con una forza di 14.000 soldati in campo ed 8.000 soldati in un Reggimento di addestramento e ricollocamento, la divisione combatté contro l'Armata Rossa nella regione di Graz in Austria, dove nei primi dell'aprile liberò il castello ed il villaggio di Gleichenberg dalle forze Sovietiche (che includevano le truppe aeree Sovietiche d'élite della 3 divisione Aerea della Guardia) durante un contrattacco. ed il 15 aprile respinse un contrattacco Sovietico. La divisione, a quel tempo, mantenne con successo un fronte di 13 km.

## 14. Waffen-Grenadier-Division der SS (galizische Nr. 1)
Il 17 marzo 1945, emigrati ucraini crearono il Comitato ucraino nazionale per far valere gli interessi ucraini presso la Germania. Simultaneamente, l'Armata Nazionale Ucraina fu creata. Si voleva fosse composta da tutti i soldati ucraini che combatterono per la Germania, i primi dei quali erano la Divisione SS “Galizien”. Il comandante in capo dell'UNA era il generale Pavlo Shandruk, un ex-colonnello dell'esercito polacco (1938–1939) e portatore della croce Virtuti Militari.
Il Generale Shandruk fu designato comandante della divisione “Galizien” e la rinominò 14. Waffen-Grenadier-Division der SS (ukrainische Nr. 1).
Nell'aprile 1945 la divisione fu riformata come 1ª divisione dell'esercito nazionale ucraino (UNA) e Comitato nazionale ucraino guidato da Pavlo Shandruk. Ora aveva giurato in Ucraina. L'8 maggio 1945 si arrese alle truppe britanniche. A causa del suo precedente suffisso "galiziano" non fu estradato in Unione Sovietica come "unità polacca" ma fu internato a Rimini. Molti combattenti sono emigrati in Canada, negli Stati Uniti e in Australia dopo il loro rilascio.
Il 7 maggio, sotto la sua influenza, la divisione lasciò la linea del fronte, si ritirarono dai pressi delle forze Sovietiche e si arrese al Regno Unito e agli Stati Uniti d'America. I soldati ucraini furono tenuti prigionieri in Italia. L'aver cambiato nome alla divisione, il fatto che i suoi soldati fossero, fino al 1939, cittadini della Polonia, l'intervento della Santa Sede (e probabilmente del Generale Polacco Władysław Anders) salvò i suoi membri dalla possibile tragica deportazione nell'URSS. Secondo le fonti ucraine, 176 soldati della divisione, dopo la resa della divisione, si unirono all'armata polacca di Anders. Nel 1947, ex-soldati della divisione SS "Galizien" ricevettero il permesso di emigrare in Canada e nel Regno Unito.

## Crimini di guerra

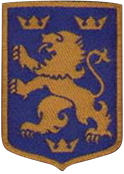
Stemma della divisione SS Galizien (1° Ucraina) 1943-1945

Le unità della divisione SS "Galizien" sono state accusate di aver commesso diverse atrocità durante la guerra, assieme alle presunte azioni del 4º Reggimento di Polizia in Galizia e del 5º Reggimento di Polizia a Lubelszczyzna. Tra le accuse specifiche rivolte, c'è il massacro di Huta Pieniacka ai danni di civili polacchi e la partecipazione alla soppressione della rivolta di Varsavia nel 1944.
Il villaggio di Huta Pieniacka era sopravvissuto a diversi attacchi alla fine del 1943 e nel primo inverno del 1944. Il 23 febbraio 1944, un piccolo drappello del 4º Reggimento giunse nella frazione per cercare partigiani polacchi dell'Armia Krajowa. Sembra che durante la ricognizione, ci fu uno sparo accidentale che uccise due soldati ucraini. I tedeschi organizzarono un solenne funerale per i soldati e portarono a termine una spedizione punitiva che rase al suolo la frazione nel tardo febbraio. Tra 500 e 1 000 abitanti della frazione furono uccisi. Sin dal novembre 1992, una Commissione di Varsavia dell'Istituto Nazionale per la memoria sta conducendo un'indagine sui crimini commessi dalla divisione SS Galizien o da altre unità Ucraine riguardo al massacro di Huta Pieniacka ed altre atrocità su civili polacchi in altre frazioni.
Oggetto di dibattito è l'affermazione che le unità SS "Galizien" abbiano avuto un ruolo nel sopprimere l'insurrezione di Varsavia. Le ricerche condotte dagli storici polacchi Ryszard Torzecki e Andrzej A. Zięba suggeriscono che non vi fossero unità con la divisa delle SS “Galizien” a Varsavia durante la rivolta. Questo implicherebbe che le atrocità commesse attribuite agli Ucraini siano state commesse da altre formazioni, come la brigata russa Bronislaw Kaminski (RONA) — una formazione composta da cittadini dell'URSS che sostenevano i tedeschi. L'equivoco sembra essere sorto dal fatto che i cittadini di Varsavia, influenzati da informazioni relative ai massacri di polacchi in Volinia e Galizia orientale commessi dall'UPA, abbiano supposto che le unità straniere fossero ucraine. Ad ogni modo, i tedeschi utilizzarono due compagnie (circa 300 uomini) della Legione di Autodifesa Ucraina (USL) contro i ribelli di Varsavia che combatterono a Powiśle nel settembre 1944. Nel marzo 1945, l'USL fu incorporata nella divisione SS “Galizien”. Comunque non è chiaro se le due compagnie facessero all'epoca parte dell'USL.
La Commissione canadese Deschênes "Commission of Inquiry on War Crimes" dell'ottobre del 1986, diretta dal Giudice Jules Deschênes concluse che:

Mentre erano nei campi per prigionieri di guerra in Italia questi uomini furono oggetto di indagine delle missioni britannica e sovietica e né allora, né in seguito è venuta alla luce alcuna prova che dimostrasse che alcuni di essi abbiano combattuto contro gli Alleati o siano stati partecipi di crimini contro l'umanità. La loro condotta da quando essi giunsero in questo paese è stata soddisfacente e niente ha indicato in alcun modo che essi fossero infetti da alcuna traccia dell'ideologia nazista. Dai rapporti delle missioni speciali allestite dal War Office per monitorare questi uomini risulta chiaramente che essi abbiano scelto di combattere volontariamente contro l'Armata Rossa per ragioni nazionalistiche che ebbero del resto ragione di essere a causa del comportamento delle autorità sovietiche durante i primi anni dell'occupazione dell'Ucraina occidentale dopo il patto di non aggressione tra Molotov e Ribbentrop. Per quanto la propaganda comunista abbia tentato di dipingere questi uomini, al pari di altri rifugiati, come dei "Quisling" (collaborazionisti), o dei "criminali di guerra" è interessante notare che nessuna accusa specifica di crimini di guerra sia stata mossa dalla Russia o da alcun altro governo contro un qualunque membro di questo gruppo.

La Commissione Deschênes volle anche spiegare che:

56- La divisione "Galizien" (14. Waffengrenadierdivision der SS [gal. #1]) non dovrebbe essere descritta come un gruppo. 
57- I membri della divisione "Galizien" sono stati individualmente esaminati per ragioni di sicurezza prima di poter entrare in Canada.
58- Le accuse di crimini alla divisione "Galizien" non sono mai state corroborate da fatti, sia nel 1950 quando queste accuse furono sollevate per la prima volta, sia nel 1984 quando vennero rinnovate, o prima dell'istituzione di questa Commissione. 
59- Inoltre, in assenza di prove di partecipazione o di semplice conoscenza di specifici crimini di guerra - la semplice appartenenza alla divisione "Galizien" è insufficiente per giustificare azioni giudiziarie.
60- Nessuna pratica di espulsione o di revoca della cittadinanza è stata mossa ai membri della divisione "Galizien", poiché le autorità canadesi erano pienamente a conoscenza dei fatti rilevanti nel 1950 e l'ingresso nel paese non è stato loro negato a causa di falso, frode o occultamento di circostanze materiali.
61- In ogni caso dei 217 ufficiali della divisione "Galizien" denunciati da Simon Wiesenthal al governo Canadese, 187 (vale a dire l'86%) non ha mai messo piede in Canada, 11 sono morti in Canada, 2 si sono trasferiti in un altro Paese, nessun caso è stato istruito contro 16 e l'ultimo non poteva essere rintracciato.

Nel 2003 la Commissione per il perseguimento dei crimini contro la nazione polacca ha stabilito che il 4º battaglione della 14ª divisione era colpevole di crimini di guerra. Nel 2005, l'Istituto di Storia dell'Accademia Nazionale delle Scienze dell'Ucraina ha confermato le conclusioni polacche sui crimini di guerra commessi dal 4º battaglione della 14ª divisione.

## Eredità

### Ucraina
La 14ª Divisione Waffen Grenadier delle SS (1ª Galizia) è onorata da molti ucraini. Ogni 28 aprile in Ucraina si tiene una marcia per celebrare la fondazione della Divisione SS Galizia. Inoltre, sono state intitolate alla divisione le strade di Ivano-Frankivs'k (via Ukrains'koi Dyvizii) e Ternopil' (via dei soldati della Divisione "Galizia").
Nel 2022 la Corte suprema dell'Ucraina ha stabilito che i simboli utilizzati durante la seconda guerra mondiale dalla divisione Galizia non sono nazisti, pertanto non possono essere banditi nel paese e durante le manifestazioni. La stessa argomentazione era stata avanzata tempo prima dall'Istituto ucraino della memoria nazionale, guidato all'epoca da Volodymyr V"jatrovyč.
Il 13 giugno 2021, ai funerali del membro della SS "Galizia" Orest Vaskul ha partecipato il reggimento presidenziale.

### Canada
Nel 1976 a Edmonton, nel cimitero di St. Michael, è stato installato dalle ex Waffen-SS ucraine un memoriale con una targa commemorativa con su scritto: "Per coloro che hanno combattuto per la libertà dell'Ucraina". Il memoriale è stato vandalizzato con una scritta che recitava: "Monumento nazista al 14 ° Waffen SS". Secondo "Friends of Simon Wiesenthal Center", quella scritta riflette l'effettiva documentazione storica disponibile sulle persone commemorate dal monumento. Alcune organizzazioni ebraiche hanno chiesto la rimozione del memoriale. La Chiesa cattolica ucraina ha invece definito il vandalismo "parte della decennale campagna di disinformazione russa contro l'Ucraina e gli ucraini per creare una falsa immagine nazista dei combattenti per la libertà ucraini". Il monumento di San Michele è dedicato ai "Combattenti per la libertà dell'Ucraina". Una delle sue targhe è l'abbreviazione di Prima Divisione dell'Esercito nazionale ucraino. Il 25 aprile 1945, le Waffen-SS Galizien furono ufficialmente riorganizzate come Prima Divisione dell'Esercito Nazionale Ucraino e prestarono un nuovo giuramento di fedeltà al popolo ucraino. Bernie Farber del Canadian Jewish Congress scrive che: "La rimozione di questo monumento richiederà alla comunità ucraino-canadese di dare uno sguardo attento alla propria storia".
Il 22 settembre 2023, Jaroslav Hun'ka, un veterano della divisione, è stato invitato al Parlamento del Canada in occasione della visita del presidente ucraino Volodymyr Zelens'kyj, ricevendo la standing ovation da parte dello stesso Zelens'kyj, del primo ministro canadese Justin Trudeau, di Pierre Poilievre e della maggior parte dei membri del Parlamento. A seguito delle critiche internazionali, tra cui quelle del Simon Wiesenthal Center, Anthony Rota, il Presidente della House of Commons, si è successivamente scusato per aver invitato il veterano dichiarando: "Sono venuto successivamente a conoscenza di ulteriori informazioni che mi fanno pentire della mia decisione [di onorare Hun'ka]. Desidero chiarire che nessuno, compresi i colleghi parlamentari e la delegazione ucraina, era a conoscenza delle mie intenzioni o dei miei commenti prima che li pronunciassi". Il 26 settembre Rota ha annunciato le sue dimissioni a causa della controversia.
Nel cimitero ucraino di San Volodymyr, Oakville, Ontario, c'era anche un memoriale alla 14ª divisione Waffen Grenadier delle SS (1a galiziana), Le insegne della divisione SS furono aggiunte al memoriale subito dopo l'inaugurazione. Il memoriale è stato vandalizzato a metà giugno 2022 quando qualcuno ha aggiunto le parole "Monumento alla guerra nazista". Dopo anni di proteste, nel marzo 2024 il memoriale è stato rimosso.

### Stati Uniti
Una croce dedicata alla divisione è collocata nel cimitero cattolico ucraino di Saint Mary, a Elkins Park, nel sobborgo di Filadelfia. L'American Jewish Committee ha dichiarato che il monumento dovrebbe essere rimosso.
Un altro monumento è stato collocato a Warren, Michigan, sul lato dell'edificio di una cooperativa di credito ucraina. Il sindaco della città, James R. Fouts, una volta informato del monumento, ha dichiarato che la presenza del monumento non sia tollerabile.